# بردة سرة (بردسرة)
بردة سرة (بالفارسية: برده‌سره) هي مستوطنة تقع في إيران في قسم بردسرة الريفي. يقدر عدد سكانها بـ 777 نسمة .